# Olaf Mückain
Olaf Mückain (* April 1965 in Ludwigshafen am Rhein) ist ein deutscher Kunsthistoriker und wissenschaftlicher Leiter der Museen der Stadt Worms (Museum der Stadt Worms im Andreasstift und Nibelungenmuseum Worms) und Kurator des Museums Heylshof.

## Werdegang
Olaf Mückain studierte Europäische Kunstgeschichte, Politische Wissenschaft und Germanistik an der Ruprecht-Karls-Universität Heidelberg und promovierte mit einer Dissertation über das plastische Frühwerk des Bildhauers Wilhelm Gerstel (1879–1963) und die Kunst um die Jahrhundertwende. Die Studie war an die umfangreiche Sammlung moderner Plastiken in der Kunsthalle Mannheim angelehnt, wo er viele Jahre durch Ausstellungen und die Sammlung geführt hatte. Auf Magisterabschluss und Promotion folgten ein wissenschaftliches Museumsvolontariat an der Staatlichen Kunsthalle Karlsruhe und ein berufsbegleitendes Nachdiplomstudium in wissenschaftlicher Museologie an der Universität Basel. Ab 2004 war er als Kurator für den Aufbau der Museumsvermittlung und Öffentlichkeitsarbeit am Nibelungenmuseum Worms verantwortlich, 2008 folgte die Übernahme der kuratorischen Verantwortung für das Museum Heylshof und 2013 die Aufgabe, das Museum der Stadt Worms im Andreasstift gemeinsam mit dem Nibelungenmuseum weiterzuentwickeln.
Von 2019 bis 2021 war er Lehrbeauftragter für Kunstgeschichte und Museumsdidaktik an der Universität Trier.

## Kuratierte Ausstellungen (in Auswahl)
Zu den von ihm kuratierten Ausstellungen gehören neben vielen anderen:
- Hier stehe ich. Gewissen und Protest - 1521–2021 (2021)
- NIBEL RHEIN. Der Rhein in der Nibelungensage (2022),
- Spiel um die Macht. Von Canossa nach Worms (2022),
- Luther, wo er stand und wo er steht (2021),
- Traumpfade – Radierungen von Ferdinand Kobell (2021),
- Hoher Mut, Liebe, Protest - Literatur zur Stauferzeit (2020),
- Zwischen Himmel und Erde - 1000 Jahre Dom zu Worms (2018),
- "Die Wormser Bilderbäckerei" - Pfeifentonfiguren aus dem 15. Jahrhundert im Miniaturformat (2017),
- Luther 1521 in Worms – der Ort des Geschehens (2017),
- 200 Jahre Rheinhessen: "Das neue Worms" (2016),
- Gregory Dembowsky: »Lebenslinie« (2015),
- Der Künstler Nonnenmacher (2014).[2][3]

## Schriften (Auswahl)

### Monografien
- Wilhelm Gerstel. Das Frühwerk (= LETTER Schriften 19), Köln 2010.

### Herausgeberschaften und Editionen
- Paul Wans. Malerei und Zeichnung, Worms 2010.
- Die Nibelungen – Pop und Kitsch, Worms 2006.

### Aufsätze, Zeitschriften- und Katalogbeiträge
- Weiße Rose - Sophie und Hans Scholl: Wechselwirkung und Entscheidung, in: Hermes Andreas Kick (Hrsg.): Heidelberger Silvestergespräche. Wechselwirkungen in Wissenschaften und Künsten, Heidelberg 2021, S. 145–168.
- Konzeption und Struktur – Landesausstellung Worms, in: Thomas Kaufmann und Katharina Kunter (Hrsg.): Hier stehe ich. Gewissen und Protest – 1521 bis 2021, Ausstellungskatalog zur Landesausstellung im Museum der Stadt Worms im Andreasstift vom 3. Juli bis 30. Dezember 2021, Worms 2021, S. 17–19.
- In Dante Veritas, in: Joseph Kiblitsky (Hrsg.): In Dante Veritas: Vasily Klyukin, Zug 2019, S. 16–17.
- Die Sprache und die Dinge. Orhan Pamuks Museum der Unschuld, in: Britta Hochkirchen und Elke Kollar (Hrsg.): Zwischen Materialität und Ereignis. Literatur vermitteln in Museen und Archiven, Bielefeld 2015, S. 103–122.
- Zwischen Deformation und Rekonstitution. Das fragmentierte Selbst im Künstlerischen Schaffen der Bildhauerin Louise Bourgeois, in: Hermes Kick und Wolfram Schmitt (Hrsg.): Festschrift für Professor Dr. August Kraus. Berlin 2015, S. 295–312.
- Richard Wagners Siegfried. Vom Archetypus zum Helden der Zukunft, in: Martin W. Ramb und Holger Zaborowski (Hrsg.): Helden und Legenden oder: ob sie uns heute noch etwas zu sagen haben, Göttingen 2015, S. 131–139.
- mit Stefan Moebus: Wohin wir steuern, weiss niemand. Wilhelm Gerstel in Krieg und Gefangenschaft, in: Ursel Berger, Gudula Mayr und Veronika Wiegartz (Hrsg.): Bildhauer sehen den Ersten Weltkrieg, Bremen 2014, S. 74–83.
- Zwei Gemäldezyklen für den französischen Hof, in: Gerhard Finckh (Hrsg.): Peter Paul Rubens (Ausstellungskatalog), Wuppertal 2012, S. 268–293.
- Victor Safonkin im kulturgeschichtlichen und kunsthistorischen Kontext, in: Victor Safonkin (Ausstellungskatalog), Worms 2012, S. 8–13.
- Erzählung als Heilung. Alfred Döblins „Berlin Alexanderplatz“, in: Hermes Kick und Günter Dietz (Hrsg.): Verzweiflung als kreative Herausforderung. Psychopathologie, Psychotherapie und künstlerische Lösungsgestalt in Literatur, Musik und Film (= Affekt, Emotion und Ethik 6), Berlin und Münster, 2007, S. 132–145.
- Ein begehbares Hörbuch, in: Standbein, Spielbein. Museumspädagogik aktuell, H. 78, 08/2007, S. 16–19.
- Von Fleischextrakt bis Fleischbeschau. Zur Ausstellung „Die Nibelungen – Pop und Kitsch“, in: Heimatjahrbuch für die Stadt Worms, Worms 2006, S. 87–91.
- Ein Quell der Kunst. Adolf von Hildebrands Siegfriedbrunnen zu Worms, in: Heimatjahrbuch für die Stadt Worms, Worms 2006, S. 184–191.
- Schichtung als Geschichte, in: Ulrich Seibt Ellwangen 2005, S. 3–10.
- Die Figurenwelt Rolf Eschers, in: Ausstellungskatalog Rolf Escher – Skulpturen 1999–2003, Vaihingen an der Enz 2005, S. 3–29.
- Einführung, in: Michaela Escher – Bilder und Bildobjekte 1996–2004, Vaihingen an der Enz 2005, S. 3–42.
- Zwischen Sinnenwelt und Abstraktion. Ein Porträt der Malerin Michaela Escher, in: Die Drei 02/2005, S. 48–55.
- Picasso – Badende. Eine Szenerie von Bad, Strand und Küste, in: Vernissage (Ausg. Baden-Württemberg und Schweiz) 01/2005, S. 4–15.
- Fellbach, Rems-Murr-Kreis. Alte Kelter, Fellbach. 9. Triennale Kleinplastik Fellbach, in: Museumsblatt. Mitteilungen aus dem Museumswesen Baden-Württembergs, H. 37, 09/2004, S. 56–57.
- „Ich will, dass du mir glaubst!“ 9. Triennale Kleinplastik Fellbach, in: Vernissage (Ausg. Baden-Württemberg) 01/2004, S. 40–47.
- Eugène Delacroix. Meister der französischen Romantik, in: Vernissage (Ausg. Baden-Württemberg und Schweiz) 02/2003, S. 4–13.